# 汉弗莱 (格洛斯特公爵)
格洛斯特公爵汉弗莱·金雀花（Humphrey Plantagenet, Duke of Gloucester，1390年10月3日—1447年2月23日），英格蘭王子，以率先支持英國的人文主義者而聞名，被人們稱為好公爵漢弗萊（good Duke Humphrey）。
汉弗莱是亨利四世和他的首任妻子瑪麗·德·博亨的第五个儿子，名字源于他的外祖父赫里福德伯爵汉弗莱·德·博亨。1414年，被授予格洛斯特公爵爵位。1422年，亨利五世去世后他成为他年轻的侄子亨利六世国王的摄政。
他的妻子是埃诺伯爵威廉四世之女賈桂琳·德·巴伐利亞，从她那汉弗莱又继承了「霍兰、泽兰和埃诺伯爵」的爵位，但这次婚姻在1428年被宣布无效。1436年杰奎琳去世后，他又继娶情妇埃利諾·科布漢为妻。1441年，埃莉诺被指控为了维护丈夫的权位而对国王使用巫术，遭到流放并被终身监禁。
汉弗莱可能有一个叫格洛斯特的亚瑟的儿子，於1447年夭折。他还有一个女儿格洛斯特的安蒂贡，先后嫁给波威斯领主第二代唐克维尔伯爵亨利·格雷和约翰·达曼西尔。道格拉斯·理查德森在《大宪章先祖》中认为他们是他和不知名情妇的私生子女。